# Nikozja
Nikozja (gr. Λευκωσία, Lefkosía, tur. Lefkoşa) – stolica Cypru oraz jeden z dwóch głównych ośrodków miejskich Cypru (wraz z Limassolem). 
Położone jest w środkowej części wyspy na równinie Mesaoria, nad rzeką Pedias (Kalindere). Stanowi siedzibę rządu oraz główne centrum biznesowe. Nikozja jest stolicą jednostki administracyjnej Dystryktu Nikozja. Pomimo ostatnich symbolicznych gestów likwidacji małych fragmentów muru dzielącego miasto czynionych przez przedstawicieli obydwu społeczności zamieszkujących Nikozję, stolica Cypru nadal pozostaje jedyną na świecie podzieloną stolicą, z częścią północną (turecką) i częścią południową (grecką), oddzielonymi od siebie zieloną linią, strefą zdemilitaryzowaną utrzymywaną przez Organizację Narodów Zjednoczonych. Niewielu jednakże używa terminów „Nikozja Północna” i „Nikozja Południowa”. Już po pewnym podziale stolicy w 1964 roku, turecka inwazja ostatecznie podzieliła miasto na pół w 1974 roku. Turcy cypryjscy uważają północną część Nikozji za stolicę nieuznawanego na arenie międzynarodowej (a jedynie przez Turcję) państwa znanego jako Cypr Północny.
Populacja części miasta pod kontrolą Republiki Cypryjskiej wyniosła pod koniec 2004 roku 270 000, plus dalsze 84 893 osoby w strefie tureckiej. W zespole miejskim mieszka 300 000, natomiast w aglomeracji 330 000 mieszkańców. Nikozja jest ważnym ośrodkiem przemysłowym, kulturalnym i turystycznym Cypru. Produkuje się tam m.in. tkaniny, skórę, ceramikę i plastik. Niedaleko miasta znajdują się kopalnie miedzi. Nikozja jest również siedzibą Uniwersytetu Cypryjskiego.

## Historia
- pierwsze wzmianki z VII wieku p.n.e. (o nazwie Ledra)
- podbój wyspy przez Aleksandra Macedońskiego w 333 p.n.e. i włączenie do imperium macedońskiego
- po rozpadzie imperium macedońskiego w składzie nowo powstałego hellenistycznego Egiptu ptolemejskiego
- okres panowania rzymskiego po zwycięstwie Oktawiana Augusta nad Markiem Antoniuszem w bitwie pod Akcjum w 31 p.n.e., w składzie rzymskiej prowincji Cypr
- od IV wieku okres panowania bizantyjskiego po podziale Cesarstwa Rzymskiego na części zachodnią i wschodnią (bizantyjską)
- w XII wieku panowanie krzyżowców, od 1192 w składzie Królestwa Cypru pod władzą francuskiej dynastii Luzynianów
- 1489 – zdobyta przez Republikę Wenecką, stolica Cypru jako posiadłości weneckiej
- 1571 – zdobyta przez Turcję, stolica Cypru jako regionu administracyjnego
- 1878 – panowanie brytyjskie, stolica Cypru jako kolonii korony brytyjskiej
- 1960 – Nikozja stolicą niepodległego Cypru
- po inwazji tureckiej Nikozję podzielono na 2 strefy: grecką i turecką

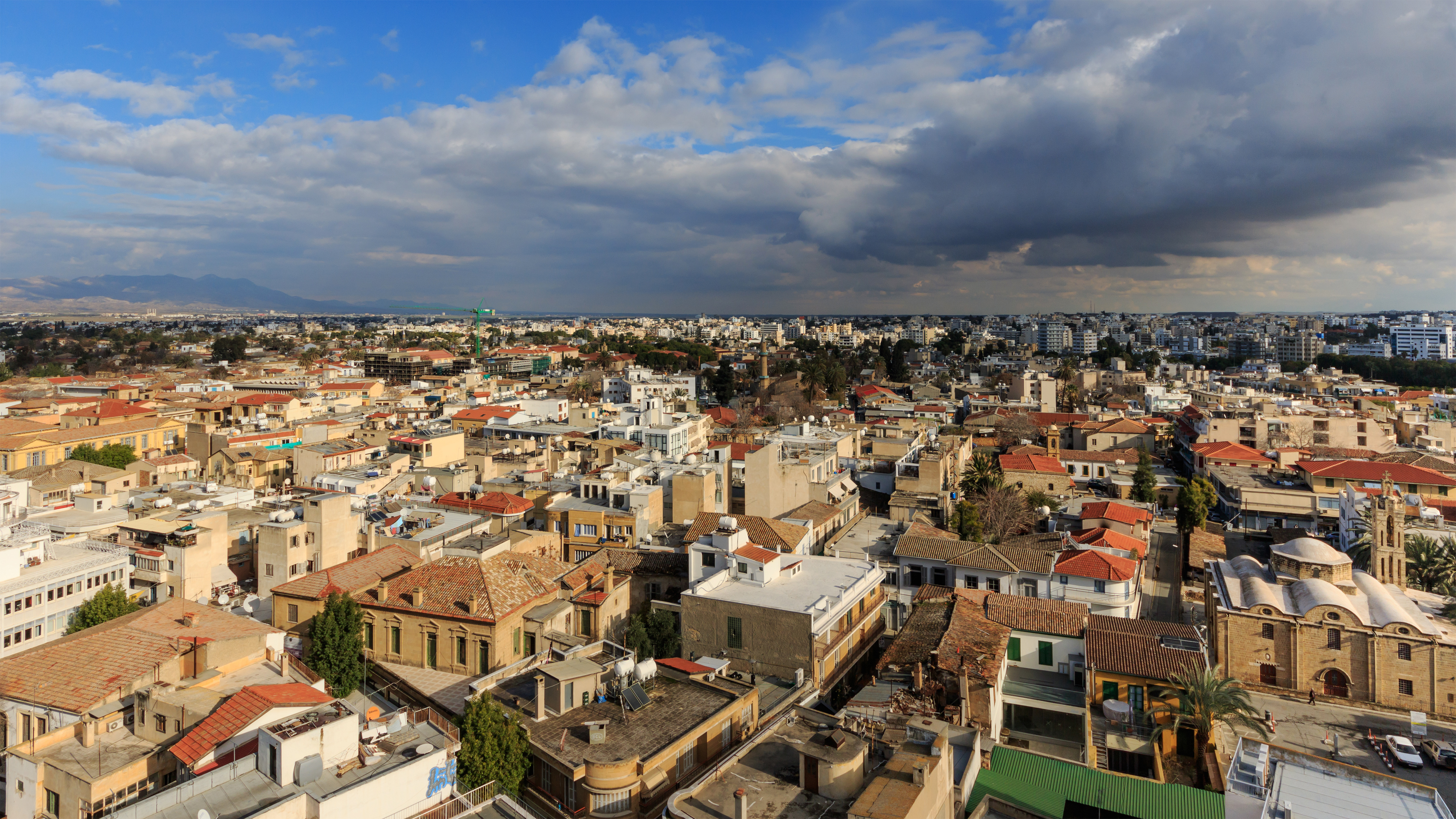
Widok na Nikozję

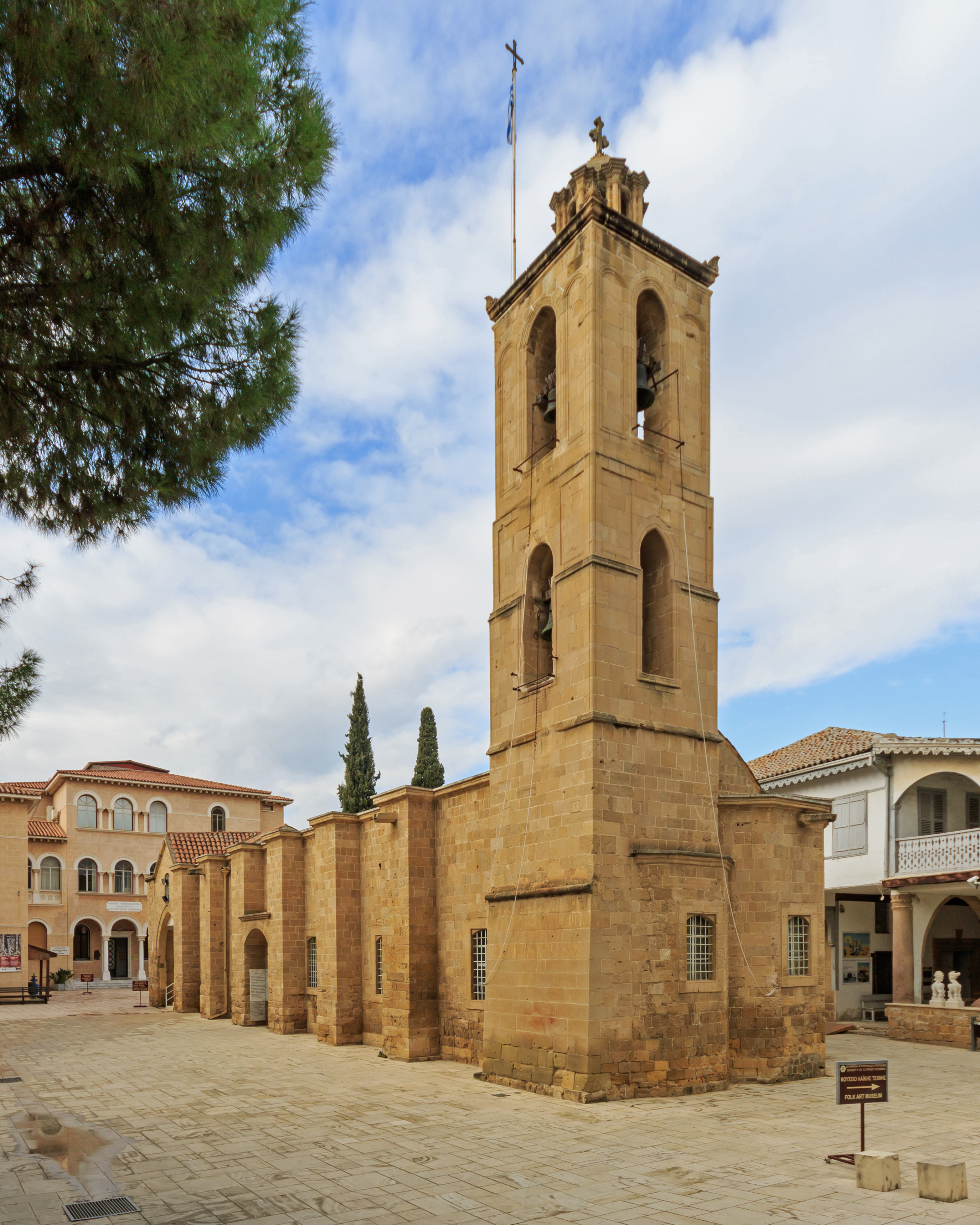
Katedra Świętego Jana Teologa

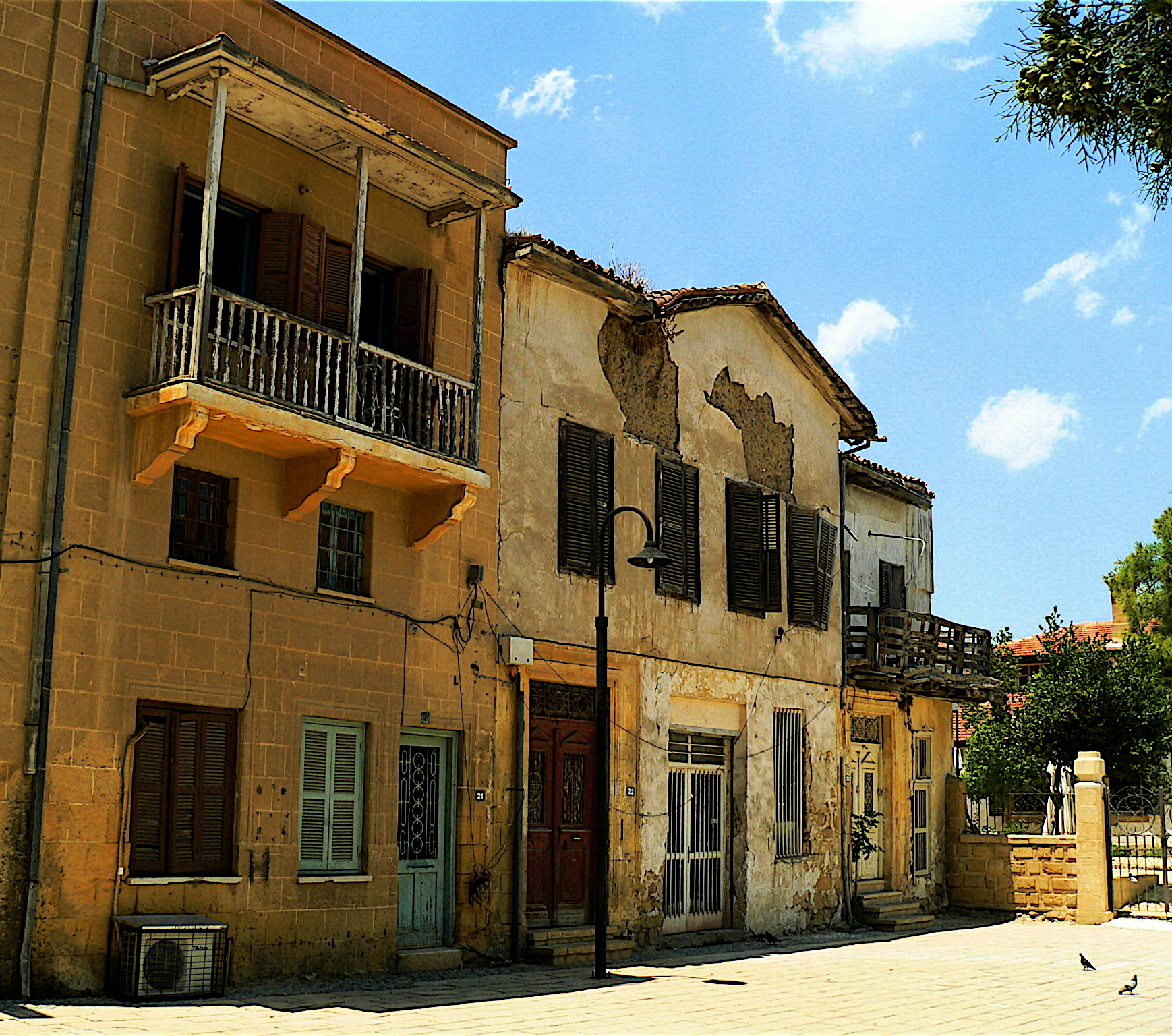
Greckie domy w tureckiej części Nikozji

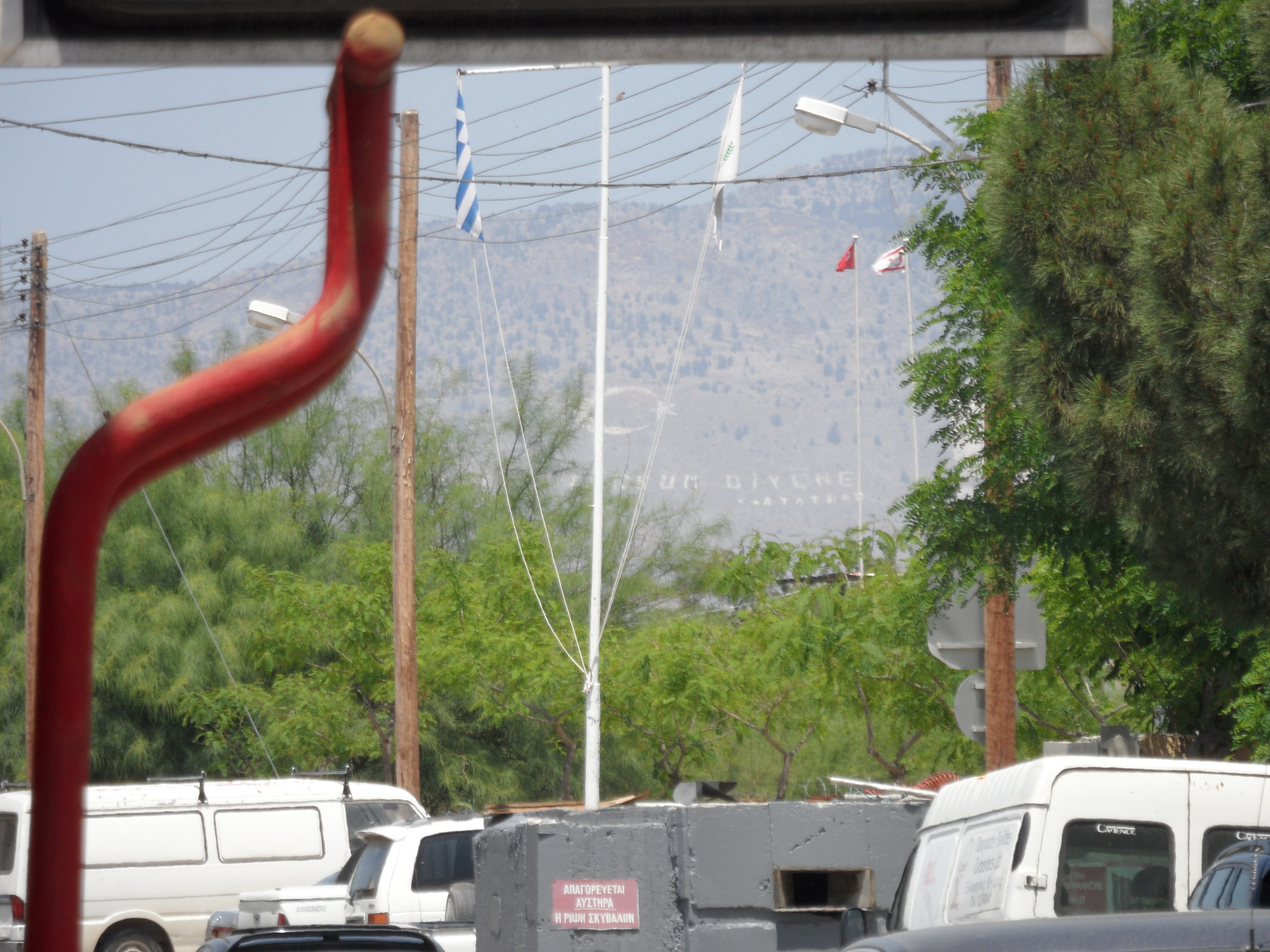
Bunkier graniczny na ulicy w centrum Nikozji. Widoczne flagi: grecka, cypryjska, turecka i północnocypryjska. W głębi na wzgórzu turecki napis propagandowy

## Burmistrzowie Nikozji

### Okres brytyjski
- Christodoulos Severis (15 listopada 1882 – 31 lipca 1888)
- Achilleas Liassides (1 sierpnia 1888 – 10 kwietnia 1906)
- Antonios Theodotou (8 stycznia 1888 – 10 kwietnia 1906)
- Mehmet Şevket Bey (11 kwietnia 1908 – 31 marca 1911)
- Antonios Theodotou (1924 – 1926)
- George Markides (6 kwietnia 1926 – 31 marca 1929)
- Themistoclis Dervis (5 kwietnia 1929 – 28 września 1946)
- Ioannis Klerides (1 czerwca 1946 – 31 maja 1949)
- Themistoclis Dervis (1 czerwca 1949 – 18 grudnia 1959)

### Część grecka po 1959 roku
- Diomedes Skettos (1959–1960)
- George M. Spanos (1960–62; 1963–1964)
- Odysseas Ioannides (1964–1970)
- Lellos Demetriades (grudzień 1971-lipiec 1974)
- Christoforos Kithreotis (sierpień 1974)
- Lellos Demetriades (październik 1974-2001, wybrany w 1986 roku, ponownie wybrany w 1991 i 1996 roku)
- Michael Zampelas (2002-2006)
- Eleni Mawrou (2007-2011)
- Constantinos Yiorkadjis (od 2011)

### Część turecka po 1958 roku
Na podstawie:
- Tahsin Gözmen (1958-1961)
- Cevdet Mirata (1961-1962)
- Fuat Celalettin (1962-1969)
- Ziver Kemal (1969-1976)
- Mustafa Akıncı (1976-1990)
- Burhan Yetkili (1990-1994)
- Şemi Bora (1994-2002)
- Kutlay Erk (2002-2006)
- Cemal M.Bulutoğluları (2006-2013)
- Kadri Fellahoğlu (2013–2014)
- Mehmet Harmancı (od 2014)

## Klimat
Nikozja znajduje się w strefie klimatu subtropikalnego typu śródziemnomorskiego, z bardzo łagodnymi zimami i długimi ciepłymi, w większości gorącymi latami. Średnia roczna temperatura wynosi 26 °C w dzień i 13 °C w nocy.
| Miesiąc                                     | Sty  | Lut  | Mar  | Kwi  | Maj  | Cze  | Lip  | Sie  | Wrz  | Paź  | Lis  | Gru  | Roczna |
| ------------------------------------------- | ---- | ---- | ---- | ---- | ---- | ---- | ---- | ---- | ---- | ---- | ---- | ---- | ------ |
| Średnie temperatury w dzień [°C]            | 15.5 | 15.9 | 19.2 | 24.0 | 29.7 | 34.3 | 37.2 | 36.9 | 33.5 | 29.0 | 22.1 | 17.0 | 26,2   |
| Średnie dobowe temperatury [°C]             | 10.6 | 10.6 | 13.1 | 17.1 | 22.3 | 26.9 | 29.7 | 29.4 | 26.2 | 22.3 | 16.3 | 12.0 | 19,7   |
| Średnie temperatury w nocy [°C]             | 5.7  | 5.2  | 7.0  | 10.2 | 14.8 | 19.4 | 22.2 | 21.9 | 18.8 | 15.6 | 10.4 | 7.1  | 13,2   |
| Opady [mm]                                  | 54.7 | 41.6 | 28.3 | 19.9 | 23.5 | 17.6 | 5.8  | 1.3  | 11.7 | 17.4 | 54.6 | 65.8 | 342    |
| Średnia liczba dni z opadami                | 7.3  | 6.5  | 5.4  | 3.5  | 2.7  | 1.3  | 0.5  | 0.1  | 0.6  | 2.8  | 4.7  | 7.7  | 43,1   |
| Średnie usłonecznienie [h]                  | 183  | 200  | 239  | 267  | 332  | 369  | 388  | 366  | 312  | 276  | 213  | 171  | 3314   |
| Źródło: Department of Meteorology of Cyprus |      |      |      |      |      |      |      |      |      |      |      |      |        |

## Zabytki i turystyka

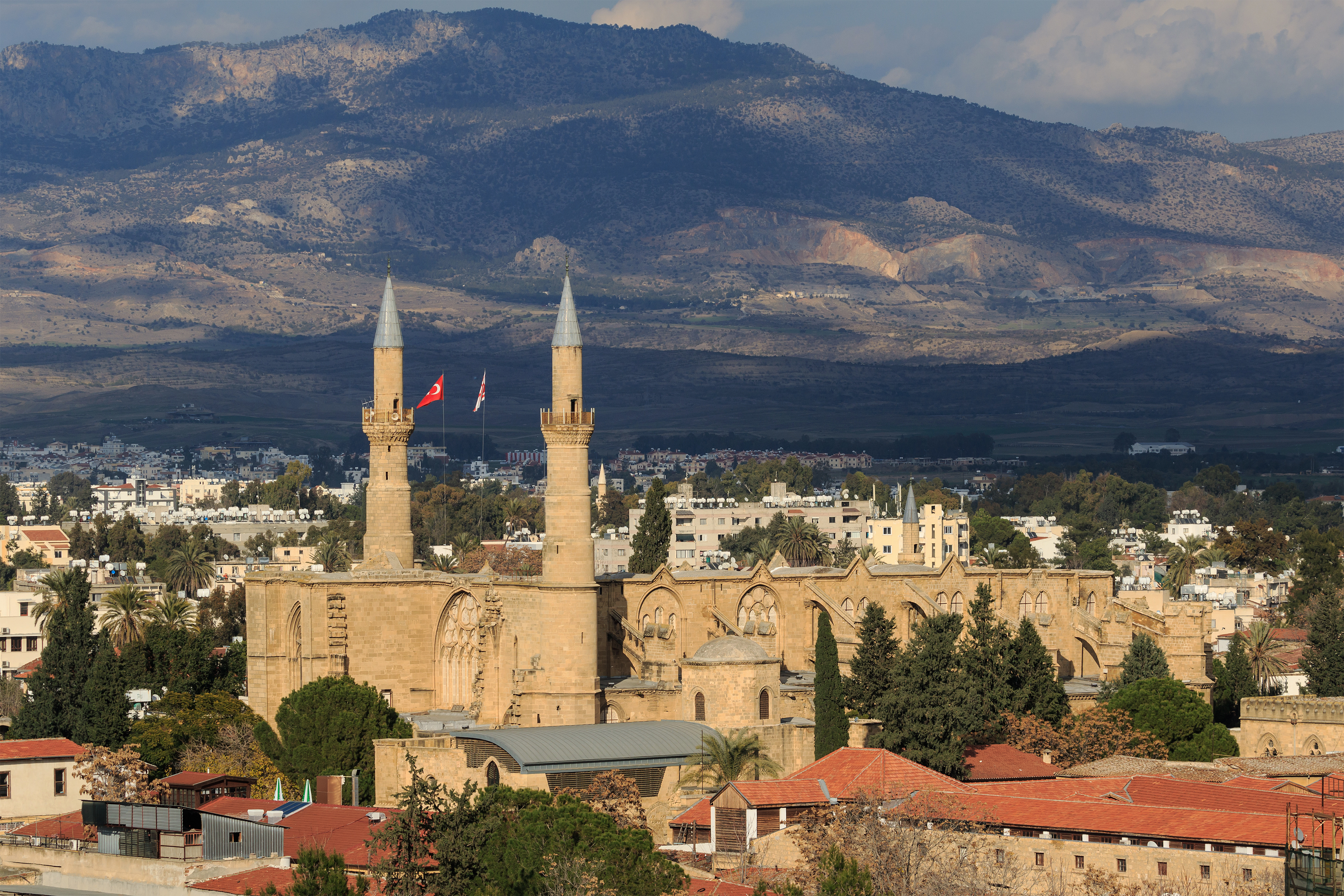
Meczet Selima (kiedyś katedra świętej Zofii)

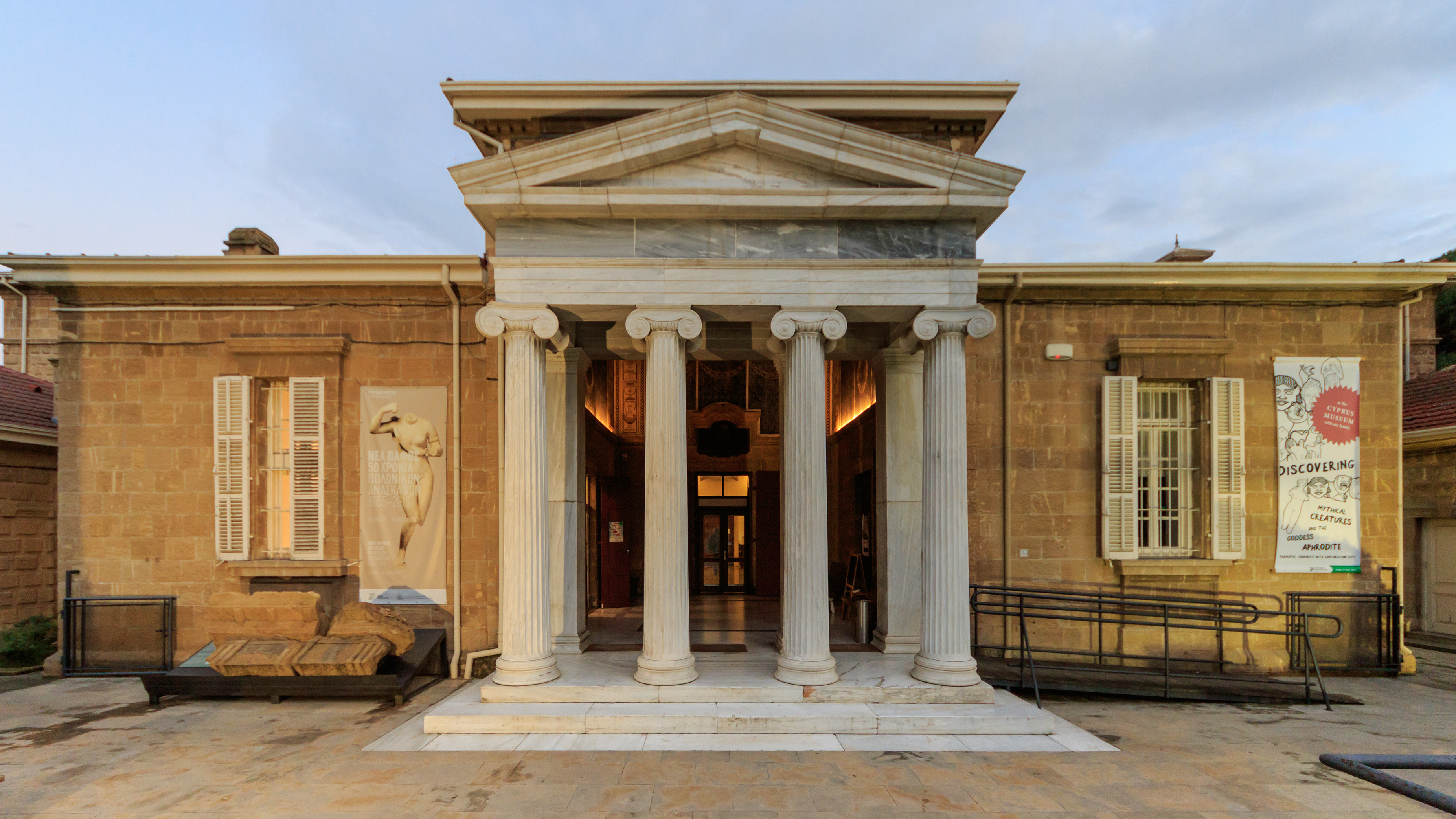
Muzeum Cypryjskie

- Sobór św. Jana Teologa – prawosławna katedra z XVIII-wiecznymi freskami i ikonostasem, pierwotnie XIV-wieczna kaplica klasztoru benedyktyńskiego
- Meczet Selima (Nikozja Północna) – dawna gotycka katedra św. Zofii z XIII wieku, od XVI wieku meczet
- Meczet Omara
- Mury miejskie z XVI wieku:
  - Brama Famagustiańska
  - Brama Kireńska (Nikozja Północna)
- Muzeum Cypryjskie
- Muzeum Miejskie Leventis
- Muzeum Bizantyjskie – Muzeum Bizantyjskie (Βυζαντινό Μουσείο, Πλ. Δημαρχείας 26) – kolekcja bizantyjskich dzieł sztuki z terenu całego Cypru
- Muzeum Walki Wyzwoleńczej
- Muzeum Etnograficznego Derwisza Paszy (Derviş Paşa Etnoğrafya Müzesi, Beliğ Paşa Sk) (Nikozja Północna)
- Dom Hadżigeorgakisa Kornesiosa z muzeum etnograficznym
- Buyuk Han – dawny karawanseraj, czyli zajazd z czasów tureckich
- Park miejski

## Sport

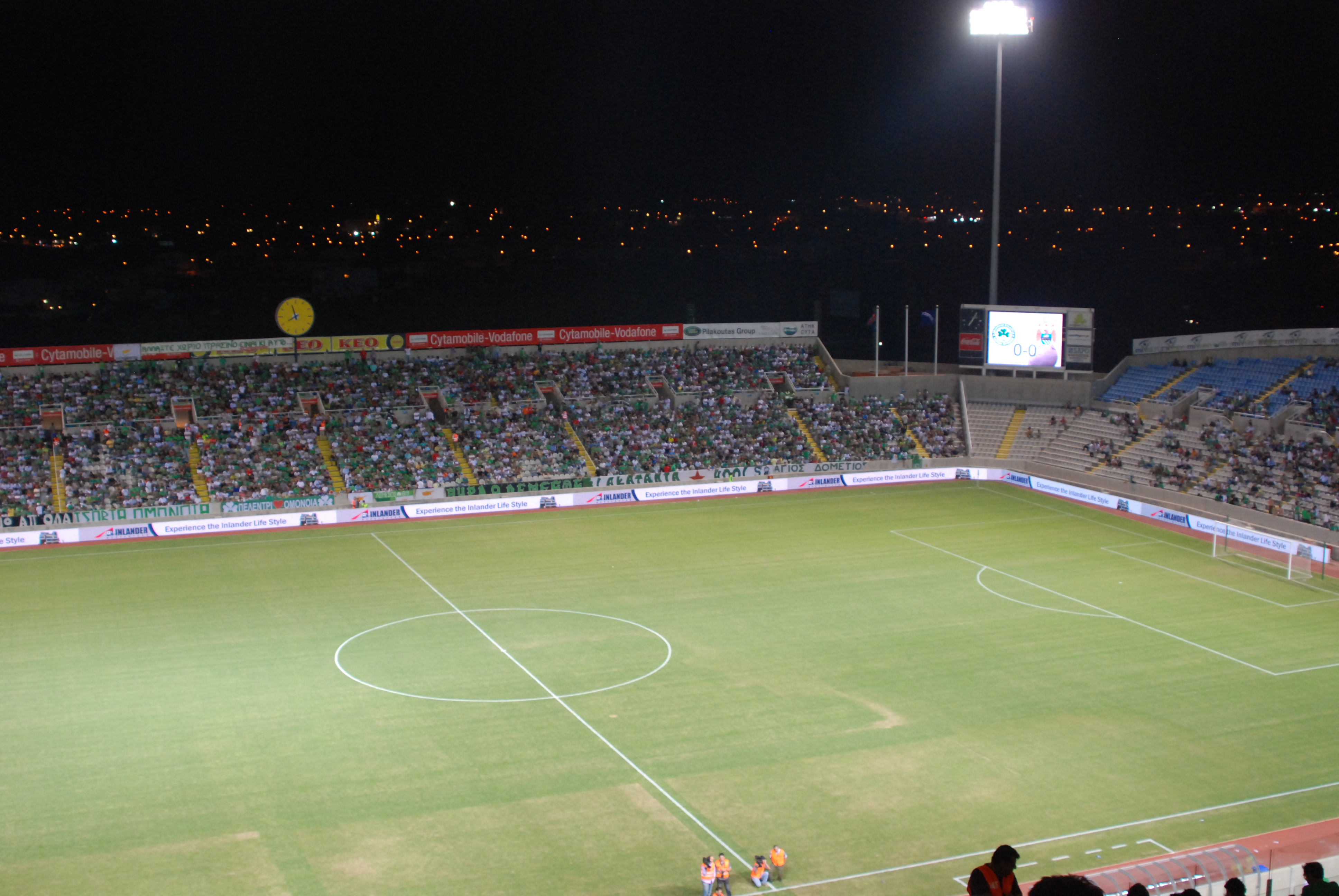
Stadion GSP

W mieście działa kilka klubów piłkarskich: APOEL Nikozja, Ethnikos Achna, Olympiakos Nikozja i Omonia Nikozja, ten ostatni posiada także sekcję piłki siatkowej.
Z Nikozji pochodzi dziesięciu olimpijczyków: Lina Aristodimou, Alekhis Fotiadis, Pavlos Fotiadis, Theodoros Christodoulou, Khristos Kourtellas, Sofia Miaouli, Kyriakos Onisiforou, Khrysanthos Papakhrysanthou, Antonis Petris i Giannos Pipis.

## Miasta partnerskie
Miasta partnerskie Nikozji:
- Schwerin, Niemcy (1974)
- Ateny, Grecja (1988)
- Bukareszt, Rumunia (2004)
- Doha, Katar
- Odessa, Ukraina (1996)
- Szanghaj, Chiny
- Sziraz, Iran (1999)